# Locomotiva FS 630
Le locomotive a vapore del gruppo 630 sono locomotive con tender per treni viaggiatori a 3 assi motori accoppiati e asse portante anteriore.

## Storia
La locomotiva gruppo 630 è, come le altre similari, figlia dell'ottimo progetto di Locomotiva Gruppo 600 elaborato dall'Ufficio Studi di Firenze della Rete Adriatica di cui riprende il valido schema meccanico di base e ne è la versione per treni viaggiatori veloci. 
Le consegne iniziate nel 1906 si conclusero nel 1908. Furono costruite in 100 esemplari.
Le ordinazioni vennero fatte a Henschel & Sohn di Cassel per un lotto di 25 locomotive, per 9 unità alla OM, 16 locomotive vennero costruite da S.A. Energie di Marcinelle e tutte le altre macchine dall'Ansaldo di Sampierdarena.

## Caratteristiche
Le locomotive, a due cilindri motori interni, erano a vapore saturo e doppia espansione come tutte le locomotive italiane del periodo.
La caldaia è dello stesso tipo della Locomotiva Gruppo 600 ma a 14 bar di pressione e sviluppa la potenza effettiva alle ruote di 700 CV; in virtù delle ruote motrici di grande diametro, 1850 mm, raggiungeva la velocità di 100 km/h.